# L’Albi
L’Albi (spanisch Albí) ist eine katalanische Gemeinde in der Provinz Lleida im Nordosten Spaniens mit 766 Einwohnern (Stand: 2024). Sie ist Teil der Comarca Garrigues.

## Geographische Lage
L’Albi liegt etwa 28 Kilometer südöstlich von Lleida in einer Höhe von 525 m. Durch die Gemeinde führt die Autopista AP-2.

## Bevölkerungsentwicklung
| Jahr      | 1970 | 1981 | 1991 | 2001 | 2011 | 2021 |
| Einwohner | 855  | 792  | 797  | 789  | 860  | 749  |

## Sehenswürdigkeiten
- Burgruine von L’Albi
- Marienkirche
- Cosmas-und-Damian-Kapelle

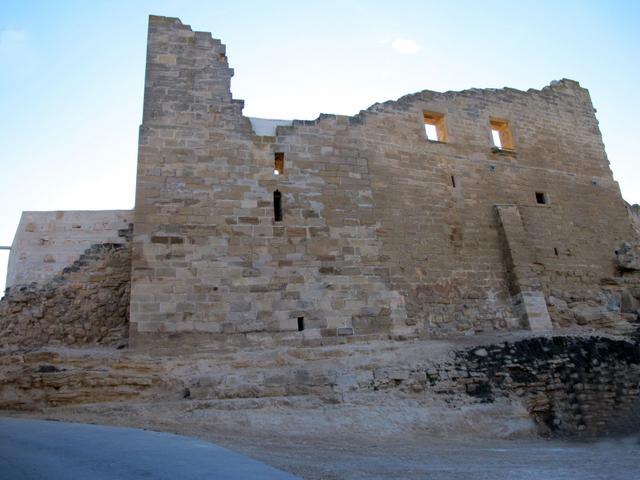
Burgruine
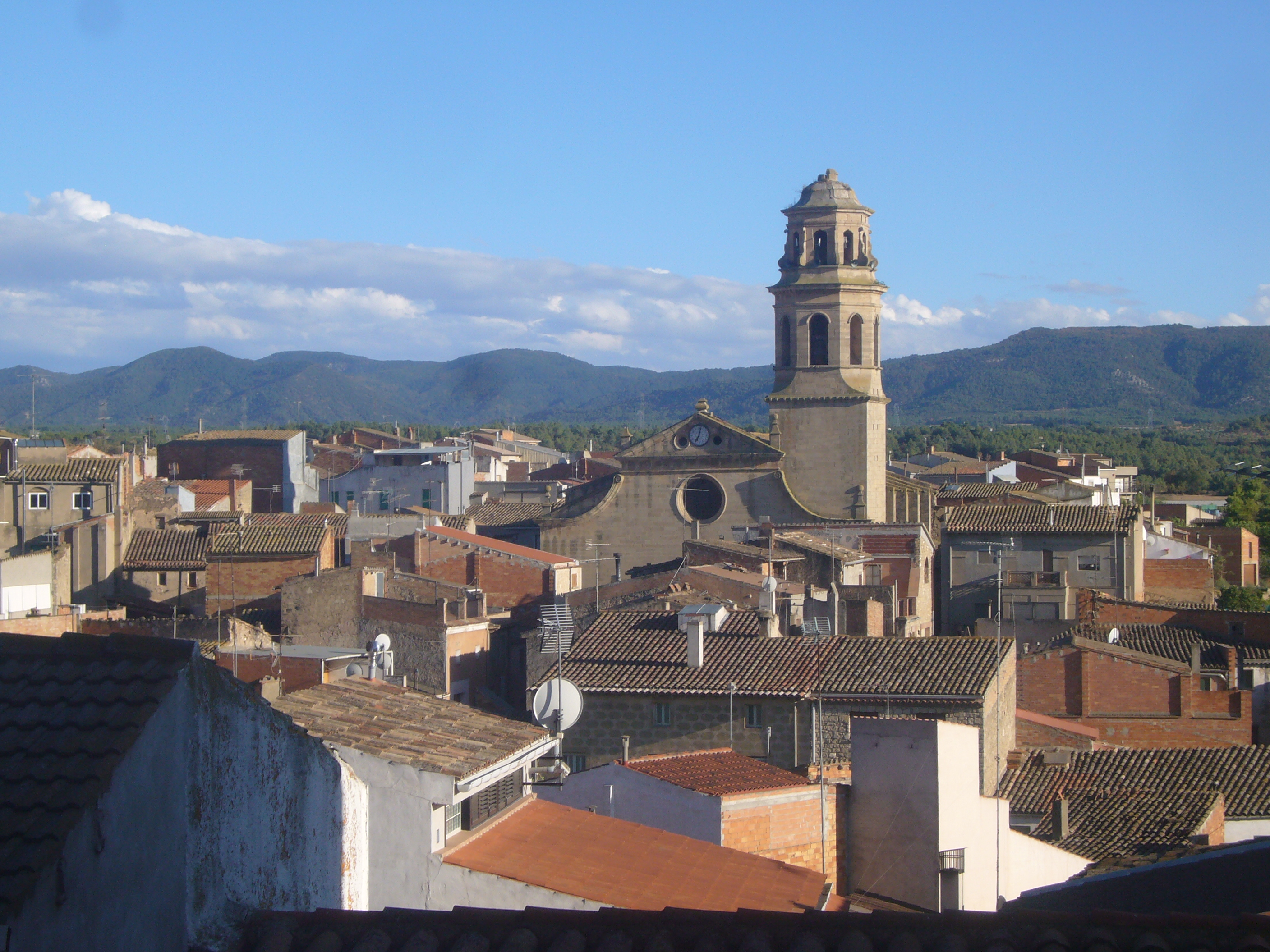
Marienkirche
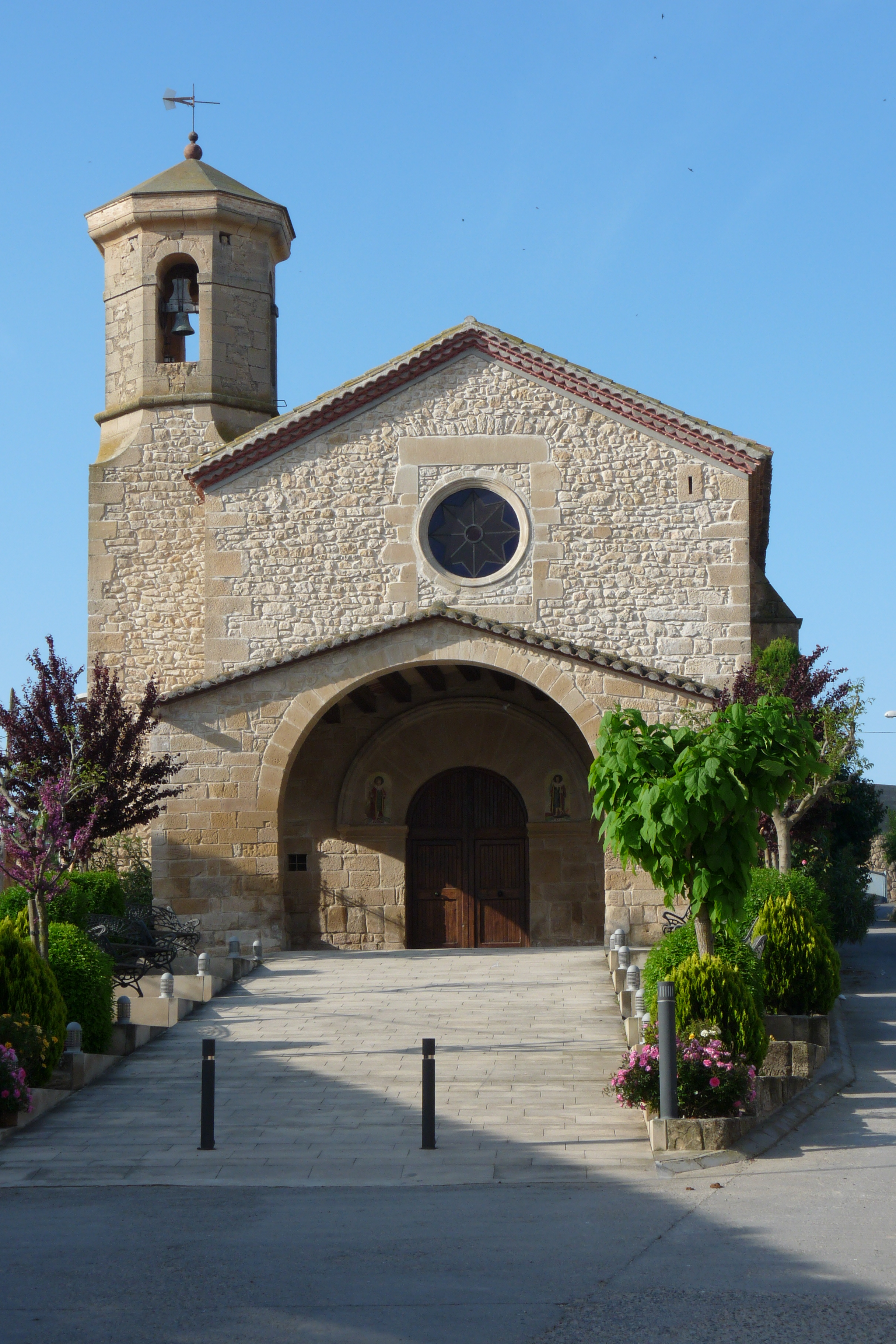
Cosmas-und-Damian-Kapelle